# Ferdinand von Reitzenstein (Politiker)
Freiherr Ferdinand Moritz Valentin von Reitzenstein (* 6. Oktober 1838 in Cosel, Landkreis Cosel, Provinz Schlesien; † 11. Februar 1905 in Pawlowitz, Landkreis Pleß) war ein deutscher Rittergutsbesitzer und Mitglied des Deutschen Reichstags (Zentrum).

## Leben
Von Reitzenstein besuchte das Gymnasium in Ratibor und die Universität Bonn, studierte Rechtswissenschaften und Kameralia und hörte Vorlesungen auf der Landwirtschaftlichen Akademie Poppelsdorf. 1860 wurde er Mitglied des Corps Borussia Bonn. Er war Kreisdeputierter, Mitglied des Kreistages und Kreisausschusses des Kreises Pleß, Mitglied des schlesischen Provinzial-Landtages und Landesältester der oberschlesischen Fürstentums-Landschaft zu Ratibor.
Von März 1892 bis 1893 war er Mitglied des Deutschen Reichstags für den Wahlkreis Regierungsbezirk Oppeln / Pleß, Rybnik und die Deutsche Zentrumspartei.